# Otto Manley Christiansen
Otto Andreas Konrad Manley Christiansen (30. september 1924 – 2. december 1943) var en dansk modstandsmand, der medvirkede til sprængningen af Langåbroerne. Han blev sammen med fire andre henrettet i Skæring af den tyske besættelsesmagt.
Efter realeksamen blev han ansat som handelslærling i A/S Østjydsk Trælastimport. Samtidig var han aktiv den lokale afdeling af Konservativ Ungdom.
Otto Christiansen blev arresteret den 19. november 1943 ved de første arrestationer efter Langå-broernes sprængning. Den 24. november 1943 blev han ved den tyske krigsret i Århus dømt til døden for jernbanesabotage, attentater og brandstiftelser på bedrifter, der arbejdede for den tyske værnemagt. Han blev henrettet den 2. december 1943 sammen med de andre sabotører fra Randers og begravet på Kallesmærsk Hede ved Oksbøl. Efter befrielsen blev Otto Christiansen bisat på Bispebjerg Kirkegård.
Otto Christiansen skrev i sit afskedsbrev til forældrene bl.a.
| Citat | Jeg vil først sige jer mange Tak for alt det gode, I har gjort mod mig i den Tid, jeg har siddet her i Aarhus. Dernæst vil jeg sige jer mange tak for alt det gode, I har gjort mod mig i hele mit Liv. Jeg har nu til Morgen fået Besked paa, at jeg skal dø, saa nu sidder jeg her og skal skrive mit Afskedsbrev til jer. Mit højeste Ønske er, at I vil tage det roligt, for jeg tager det roligt, for jeg har givet hele mit Liv i Guds Haand og kan kun gøre, hvad der er rigtigt, saa jeg er ganske rolig. Mor, nu skal du ikke tabe Modet, for jeg bliver kun straffet, fordi jeg har syndet imod Gud. Hvis I vidste, hvor jeg elsker jer og alle mine Søskende, men det har jeg aldrig tænkt paa før, saa nu maa jeg fortælle jer det. … Nu til Slut hils alle mine Bekendte og Venner. Kærlig Hilsen. Otto. | Citat |
|       | |       |